# Joshua John
Joshua Arnold John (Alkmaar, 1 oktober 1988) is een voormalig Nederlands profvoetballer van Arubaanse komaf die als aanvaller speelde. In 2018 debuteerde hij voor het Arubaans voetbalelftal.

## Clubcarrière

### Sparta
John speelde in de jeugd van Koedijk, Ajax, AZ en RKC Waalwijk alvorens bij Sparta Rotterdam te belanden. Hij werd in het seizoen 2006/07 aan de selectie toegevoegd. In september 2006 tekende de Alkmaarder een driejarig contract. Zijn debuut maakte hij op 10 mei 2007 in de play-offwedstrijd tegen N.E.C., waar hij na 89 minuten inviel voor Marvin Emnes. In de loop van de seizoenen groeide John uit tot basisspeler en leverde vaak assists op zijn medespelers. In totaal speelde John 128 officiële wedstrijden voor Sparta en scoorde 14 doelpunten voor de club.

### FC Twente
Op 16 januari 2012 werd bekend dat John per direct de overstap maakt naar Eredivisionist FC Twente. Hij tekende een contract voor twee en een half jaar met een optie voor een extra seizoen. Het zou echter geen gelukkige overstap blijken. Begin augustus 2012 werd John voor een jaar verhuurd aan het Deense FC Nordsjælland. Op 11 augustus 2012 scoorde John liefst viermaal in een wedstrijd tegen Silkeborg IF. Bij Nordsjælland was John basisspeler en scoorde hij 10 doelpunten. Aan het einde van het seizoen 2012/13 keerde John terug naar FC Twente en kwam vier keer in actie in de eerste vijf duels van het seizoen 2013/14 voor de Tukkers.

### FC Nordsjælland
Aan het begin van het seizoen 2013-2014 sloot John zich weer aan bij FC Twente, maar op 2 september 2013, maakt hij een definitieve overstap naar FC Nordsjælland, waar hij al eerder op huurbasis voor uitkwam.

### Bursaspor, Qaysar Qızılorda en VVV-Venlo
In augustus 2016 verbond John zich aan het Turkse Bursaspor. In december 2018 werd zijn contract ontbonden. In januari 2019 verbond John zich aan Qaysar FK Qızılorda uit Kazachstan. Dit avontuur duurde slechts een jaar. In augustus 2020 sloot de clubloze aanvaller aan bij de training van VVV-Venlo. Daar tekende hij vervolgens op 4 september een eenjarig contract met een optie voor nog een seizoen. Na de degradatie in 2021 besloot VVV de optie in zijn contract niet te lichten en na een seizoen alweer afscheid van hem te nemen. Na anderhalf jaar niet gevoetbald te hebben, sloot John in december 2022 aan bij eersteklasser AFC '34.

## Carrière
| Seizoen                           | Club              | Competitie     | Competitie | Competitie | Beker | Beker | Internationaal1 | Internationaal1 | Overig2 | Overig2 | Totaal | Totaal |
| Seizoen                           | Club              | Competitie     | Wed.       | Dlp.       | Wed.  | Dlp.  | Wed.            | Dlp.            | Wed.    | Dlp.    | Wed.   | Dlp.   |
| --------------------------------- | ----------------- | -------------- | ---------- | ---------- | ----- | ----- | --------------- | --------------- | ------- | ------- | ------ | ------ |
| 2006/07                           | Sparta Rotterdam  | Eredivisie     | 0          | 0          | 0     | 0     | —               | —               | 2       | 0       | 2      | 0      |
| 2007/08                           | Sparta Rotterdam  | Eredivisie     | 12         | 1          | 0     | 0     | —               | —               | —       | —       | 12     | 1      |
| 2008/09                           | Sparta Rotterdam  | Eredivisie     | 31         | 4          | 3     | 0     | —               | —               | —       | —       | 34     | 3      |
| 2009/10                           | Sparta Rotterdam  | Eredivisie     | 28         | 2          | 3     | 0     | —               | —               | 4       | 0       | 35     | 2      |
| 2010/11                           | Sparta Rotterdam  | Eerste divisie | 29         | 4          | 1     | 0     | —               | —               | —       | —       | 30     | 4      |
| 2011/12                           | Sparta Rotterdam  | Eerste divisie | 13         | 3          | 2     | 0     | —               | —               | —       | —       | 15     | 3      |
| Clubtotaal                        | Clubtotaal        | Clubtotaal     | 113        | 14         | 9     | 0     | 0               | 0               | 6       | 0       | 128    | 14     |
| 2011/12                           | FC Twente         | Eredivisie     | 4          | 0          | —     | —     | —               | —               | 0       | 0       | 4      | 0      |
| 2012/13                           | FC Twente         | Eredivisie     | 0          | 0          | 0     | 0     | 2               | 1               | —       | —       | 2      | 1      |
| Clubtotaal                        | Clubtotaal        | Clubtotaal     | 4          | 0          | 0     | 0     | 2               | 1               | 0       | 0       | 6      | 1      |
| 2012/13                           | → FC Nordsjælland | SAS Ligaen     | 22         | 10         | 0     | 0     | 6               | 1               | —       | —       | 28     | 11     |
| 2013/14                           | FC Nordsjælland   | SAS Ligaen     | 25         | 8          | 4     | 1     | —               | —               | —       | —       | 29     | 9      |
| 2014/15                           | FC Nordsjælland   | SAS Ligaen     | 31         | 5          | 0     | 0     | —               | —               | —       | —       | 31     | 5      |
| 2015/16                           | FC Nordsjælland   | SAS Ligaen     | 23         | 4          | 0     | 0     | —               | —               | —       | —       | 23     | 4      |
| 2016/17                           | FC Nordsjælland   | SAS Ligaen     | 3          | 1          | 0     | 0     | —               | —               | —       | —       | 3      | 1      |
| Clubtotaal                        | Clubtotaal        | Clubtotaal     | 104        | 28         | 4     | 1     | 6               | 1               | 0       | 0       | 114    | 30     |
| 2016/17                           | Bursaspor         | Süper Lig      | 22         | 1          | 5     | 0     | —               | —               | —       | —       | 27     | 1      |
| 2017/18                           | Bursaspor         | Süper Lig      | 8          | 0          | 3     | 0     | —               | —               | —       | —       | 11     | 0      |
| Clubtotaal                        | Clubtotaal        | Clubtotaal     | 30         | 1          | 8     | 0     | 0               | 0               | 0       | 0       | 38     | 1      |
| 2019                              | Qaysar FK         | Premjer Liga   | 21         | 1          | 3     | 0     | —               | —               | —       | —       | 24     | 1      |
| Clubtotaal                        | Clubtotaal        | Clubtotaal     | 21         | 1          | 3     | 0     | 0               | 0               | 0       | 0       | 24     | 1      |
| 2020/21                           | VVV-Venlo         | Eredivisie     | 25         | 2          | 1     | 0     | —               | —               | —       | —       | 26     | 2      |
| Clubtotaal                        | Clubtotaal        | Clubtotaal     | 25         | 2          | 1     | 0     | 0               | 0               | 0       | 0       | 26     | 2      |
| Carrièretotaal                    | Carrièretotaal    | Carrièretotaal | 297        | 46         | 25    | 1     | 8               | 2               | 6       | 0       | 336    | 49     |
| Bijgewerkt tot en met 17 mei 2021 |                   |                |            |            |       |       |                 |                 |         |         |        |        |

Noten
1Continentale wedstrijden, te weten de UEFA Champions League en UEFA Europa League.
2Overige officiële wedstrijden, te weten de Promotie/degradatie play-offs.
Bronnen
- Statistieken van Joshua John op VI.nl